# August Pieper (Theologe)

August Pieper

August Pieper (* 14. März 1866 in Eversberg, heute Stadtteil von Meschede; † 25. September 1942 in Paderborn) war ein deutscher Theologe und Verbandsvorsitzender des Volksvereins für das katholische Deutschland.

## Leben und Wirken
Pieper wurde als erstes von dreizehn Kindern einer Ackerbürgerfamilie geboren. Einer seiner Brüder war der Priester und frühe Nationalsozialist Lorenz Pieper. Nach dem Abitur am Gymnasium Marianum (Warburg) 1883 und anschließendem Studium legte er in Rom eine Doppelpromotion in Theologie und Philosophie ab. Seit 1890 widmete er sich in Bochum als Kaplan vor allem der Seelsorge der Arbeiterbevölkerung. Er wurde Mitarbeiter von Franz Hitze in dessen Volksverein für das katholische Deutschland. Als dessen Leiter baute er die Organisation in der Verbandszentrale in Mönchengladbach aus. Es entstanden unter anderem eine Druckerei und ein Verlag. Unter seiner Leitung entwickelte sich der Volksverein bis 1914 zur größten katholischen sozialen Organisation der Welt mit über 800.000 Mitgliedern.
Betrieb der Verein anfangs vor allem antisozialdemokratische Propaganda, setzte er sich unter Leitung von Pieper immer mehr für die Gleichberechtigung der Arbeiter ein und wurde im katholischen Milieu zu einem Befürworter praktischer sozialer Arbeit. In diesem Zusammenhang setzte er sich gegen heftige Widerstände im sogenannten Gewerkschaftsstreit für die Christlichen Gewerkschaften ein. Zur praktischen Arbeit der Organisation gehörte die Verbreitung volkswissenschaftlicher und anderer Kenntnisse in Broschüren und Lehrgängen. Zahlreiche Funktionäre der christlichen Gewerkschaften wie Jakob Kaiser oder Karl Arnold verdankten dem Verein grundlegende Kenntnisse.
Pieper vertrat von 1907 bis 1918 den Wahlkreis Köln-Land für die Zentrumspartei im Preußischen Abgeordnetenhaus und von 1907 bis 1918 den Wahlkreis Krefeld im deutschen Reichstag.
Nach dem Ersten Weltkrieg wurde für Pieper die Pflege religiös-sittlicher Kräfte als Tragpfeiler einer neuen Staats- und Wirtschaftsordnung wichtiger. Aus diesem und anderen Gründen trat er bereits 1919 als Generaldirektor des Volksvereins zurück. Dies spiegelte sich auch in der Arbeit des Volksvereins wider. Bereits in den 1920er Jahren verlor dieser an Bedeutung und wurde nach 1933 von den Nationalsozialisten zerschlagen. Pieper versuchte noch, als Autor eines katholischen Wochenblatts in Paderborn für den sozialen Katholizismus zu wirken, und starb vereinsamt 1942. 
Die von Werner Neuhaus vorgenommene Auswertung des bis vor kurzem nur bruchstückhaft bekannten Nachlasses ergibt ein neues Bild: Pieper, der schon 1932 Ansätze zum „Brückenbau“ zeigt, macht 1933 seinen Frieden mit dem Nationalsozialismus und stützt das NS-Regime in seinen Schriften bis zum Lebensende.

## Schriften (Auswahl)
- Volksbildungsbestrebungen – Ihre Notwendigkeit und ihre Mittel. Mönchengladbach, 1899.
- Sociale Conferenzen unter dem Klerus – Ihre Organisation und Thätigkeit. Mit einem Anhang: Empfehlenswerte Schriften für Präsides und sociale Unterrichtskurse in Arbeiter- und Gesellenvereinen. Mönchengladbach, 1902
- Dienstbotenfrage und Dienstbotenvereine. Mönchengladbach, 1908.
- Demokratische Forderungen und deutsche Freiheit. Mönchengladbach, 1918.
- Von der Arbeiterbewegung zum Arbeiterstande. Mönchengladbach, 1920.
- Der deutsche Volksstaat und die Formdemokratie. Mönchengladbach, 1923
- Der Staatsgedanke der deutschen Nation. Mönchengladbach, 1929